# Ante Budimir
Ante Budimir (Zenica, 22. srpnja 1991.) je hrvatski nogometaš i reprezentativac, koji trenutačno nastupa za španjolsku Osasunu. Igra na poziciji napadača.

## Klupska karijera
Dana 15. siječnja 2019., Budimir je stigao na posudbu u španjolskog drugoligaša Mallorcu. Prvi nastup za novi klub upisao je 20. veljače 2019, u porazu (2:1) od Osasune. Svoj prvi pogodak za klub postigao je iz jedanaesterca Panenkom, u pobjedi (2:0) protiv Alcorcóna. U prvoj polusezoni za španjolski klub upisao je 18 nastupa i 5 pogodaka. Iste te sezone, Mallorca je izborila promociju u najviši rang španjolskog nogometa, La Ligu. Španjolski klub na kraju sezone je otkupio njegov ugovor za 2,2 milijuna eura.
U sezoni 2019./20., Budimir je bio najbolji strijelac svog kluba s 13 pogodaka.
Dana 5. listopada 2020. godine, Mallorca ga je poslala na jednogodišnju posudbu u španjolskog prvoligaša Osasunu. Svoj prvi nastup upisao je 31. listopada 2020. godine u porazu (1:3) protiv Atlético Madrida. Jedini strijelac za Osasunu u toj utakmici bio je upravo Budimir.

## Reprezentativna karijera
Kao rođeni Zeničanin, odlučio se nastupati za mlađe selekcije hrvatske reprezentacije. Dana 27. kolovoza 2020., izbornik Zlatko Dalić ga je prvi puta uvrstio na popis igrača za utakmice u Ligi nacija protiv Portugala i Francuske. Dana 7. listopada 2020. godine, Budimir je debitirao za seniorsku reprezentaciju u prijateljskom ogledu protiv Švicarske. Prvi pogodak za reprezentaciju postigao je 11. studenoga 2020. godine u prijateljskom ogledu protiv Turske.
Dana 9. studenoga 2022. izbornik Zlatko Dalić uvrstio je Budimira na popis igrača za Svjetsko prvenstvo 2022.

### Reprezentativna statistika
Zadnji put ažurirano 11. studenoga 2020.
| Reprezentacija | Godina | Odigrane utakmice | Golovi |
| -------------- | ------ | ----------------- | ------ |
| Hrvatska       | 2020.  | 4                 | 1      |
| Ukupno         | Ukupno | 4                 | 1      |

### Pogodci za reprezentaciju
| #  | Datum               | Stadion                            | Protivnik | Gol | Rezultat | Natjecanje                                |
| -- | ------------------- | ---------------------------------- | --------- | --- | -------- | ----------------------------------------- |
| 1. | 11. studenoga 2020. | Vodafone Park, Istanbul, Turska    | Turska    | 1:1 | 3:3      | prijateljska utakmica                     |
| 2. | 21. studenog 2023.  | Stadion Maksimir, Zagreb, Hrvatska | Armenija  | 1:0 | 1:0      | kvalifikacije za Europsko prvenstvo 2024. |
| 3. | 8. lipnja 2024.     | Estádio Nacional, Oeiras, Portugal | Portugal  | 2:1 | 2:1      | prijateljska utakmica                     |
| 4. | 20. ožujka 2025.    | Stadion Poljud, Split, Hrvatska    | Francuska | 1:0 | 2:0      | UEFA Liga nacija 2024./25.                |

## Priznanja

### Individualna
- 2024. Odlukom predsjednik Republike Hrvatske Zorana Milanovića odlikovan je Redom Danice hrvatske s likom Franje Bučara: "Za izniman uspjeh hrvatske nogometne reprezentacije, doprinos sportu i međunarodnom ugledu Republike Hrvatske te osvajanju 3. mjesta na 22. Svjetskom nogometnom prvenstvu u Državi Katru" [12]

### Reprezentativna
Hrvatska
- Svjetsko prvenstvo: 2022. (3. mjesto)[13]

## Vanjske poveznice
- Profil, Hrvatski nogometni savez
- Profil, Soccerway (engl.)
- Profil, Transfermarkt (engl.)